# Championnats d'Europe de karaté 2021
Navigation
Édition précédente Édition suivante
Les Championnats d'Europe de karaté 2021, cinquante-sixième édition des Championnats d'Europe de karaté, ont lieu du 19 au 23 mai 2021 au Centre sportif Žatika de Poreč en Croatie.
La compétition devait initialement se dérouler à Göteborg en Suède avant d'être délocalisée en Croatie en raison de la pandémie de Covid-19.

## Podiums

### Hommes
| Épreuve           | Or | Argent                                                                                               | Bronze |
| ----------------- | --- | --- | --- |
| Kata              | Ali Sofuoğlu (TUR)                                                                                        | Damián Quintero (ESP)                                                                                | Yuki Ujihara (SUI) |
| Kata              | Ali Sofuoğlu (TUR)                                                                                        | Damián Quintero (ESP)                                                                                | Mattia Busato (ITA) |
| Kata par équipe   | Turquie Emre Vefa Göktaş Enes Özdemir Ali Sofuoğlu                                                        | Espagne Sergio Galán Alejandro Manzana Raúl Martín                                                   | Italie Gianluca Gallo Alessandro Iodice Giuseppe Panagia                                                                    |
| Kata par équipe   | Turquie Emre Vefa Göktaş Enes Özdemir Ali Sofuoğlu                                                        | Espagne Sergio Galán Alejandro Manzana Raúl Martín                                                   | Russie Maksim Ksenofontov Mehman Rzaev Emil Skovorodnikov                                                                   |
| Kumite −60 kg     | Eray Şamdan (TUR)                                                                                         | Kalvis Kalniņš (LAT)                                                                                 | Iurik Ogannisian (RUS) |
| Kumite −60 kg     | Eray Şamdan (TUR)                                                                                         | Kalvis Kalniņš (LAT)                                                                                 | Christos-Stefanos Xenos (GRE)                                                                                               |
| Kumite −67 kg     | Dionysios Xenos (GRE)                                                                                     | Evgeny Plakhutin (RUS)                                                                               | Stefan Pokorny (AUT) |
| Kumite −67 kg     | Dionysios Xenos (GRE)                                                                                     | Evgeny Plakhutin (RUS)                                                                               | Steven Da Costa (FRA) |
| Kumite −75 kg     | Stanislav Horuna (UKR)                                                                                    | Rafael Aghayev (AZE)                                                                                 | Noah Bitsch (GER) |
| Kumite −75 kg     | Stanislav Horuna (UKR)                                                                                    | Rafael Aghayev (AZE)                                                                                 | Enes Garibović (CRO) |
| Kumite −84 kg     | Uğur Aktaş (TUR)                                                                                          | Panah Abdullayev (AZE)                                                                               | Michele Martina (ITA) |
| Kumite −84 kg     | Uğur Aktaş (TUR)                                                                                          | Panah Abdullayev (AZE)                                                                               | Adi Gyurík (SVK) |
| Kumite +84 kg     | Jonathan Horne (GER)                                                                                      | Slobodan Bitević (SRB)                                                                               | Herolind Nishevci (KOS) |
| Kumite +84 kg     | Jonathan Horne (GER)                                                                                      | Slobodan Bitević (SRB)                                                                               | Georgios Tzanos (GRE) |
| Kumite par équipe | Croatie Enes Garibović Anđelo Kvesić Ivan Kvesić Ivan Martinac Ante Mrvičić Karlo Raguž Zvonimir Živković | Monténégro Nenad Dulović Andrija Fatić Mario Hodžić Nikola Malović Balša Miličković Predrag Smolović | Ukraine Valerii Chobotar Stanislav Horuna Ihor Lahunov Ryzvan Talibov Andrii Toroshanko Kostiantyn Tsymbal Andrii Zaplitnyi |
| Kumite par équipe | Croatie Enes Garibović Anđelo Kvesić Ivan Kvesić Ivan Martinac Ante Mrvičić Karlo Raguž Zvonimir Živković | Monténégro Nenad Dulović Andrija Fatić Mario Hodžić Nikola Malović Balša Miličković Predrag Smolović | Azerbaïdjan Panah Abdullayev Tural Aghalarzade Rafael Aghayev Asiman Gurbanli Rafiz Hasanov Turgut Hasanov Aykhan Mamayev   |

## Tableau des médailles
- Pays organisateur ( Croatie)

| Rang  | Nation      | Or | Argent | Bronze | Total |
| ----- | ----------- | -- | ------ | ------ | ----- |
| 1     | Turquie     | 6  | 2      | 1      | 9     |
| 2     | Allemagne   | 2  | 2      | 1      | 5     |
| 3     | Espagne     | 1  | 3      | 0      | 4     |
| 4     | Azerbaïdjan | 1  | 2      | 1      | 4     |
| 5     | Grèce       | 1  | 1      | 3      | 5     |
| 6     | Russie      | 1  | 1      | 2      | 4     |
| 6     | Ukraine     | 1  | 1      | 2      | 4     |
| 8     | Serbie      | 1  | 1      | 0      | 2     |
| 9     | Italie      | 1  | 0      | 5      | 6     |
| 10    | Croatie     | 1  | 0      | 2      | 3     |
| 11    | Monténégro  | 0  | 1      | 1      | 2     |
| 12    | Bulgarie    | 0  | 1      | 0      | 1     |
| 12    | Lettonie    | 0  | 1      | 0      | 1     |
| 14    | France      | 0  | 0      | 4      | 4     |
| 15    | Slovaquie   | 0  | 0      | 2      | 2     |
| 15    | Suisse      | 0  | 0      | 2      | 2     |
| 17    | Autriche    | 0  | 0      | 1      | 1     |
| 17    | Biélorussie | 0  | 0      | 1      | 1     |
| 17    | Danemark    | 0  | 0      | 1      | 1     |
| 17    | Kosovo      | 0  | 0      | 1      | 1     |
| 17    | Portugal    | 0  | 0      | 1      | 1     |
| 17    | Tchéquie    | 0  | 0      | 1      | 1     |
| Total | Total       | 16 | 16     | 32     | 64    |